# ضغط

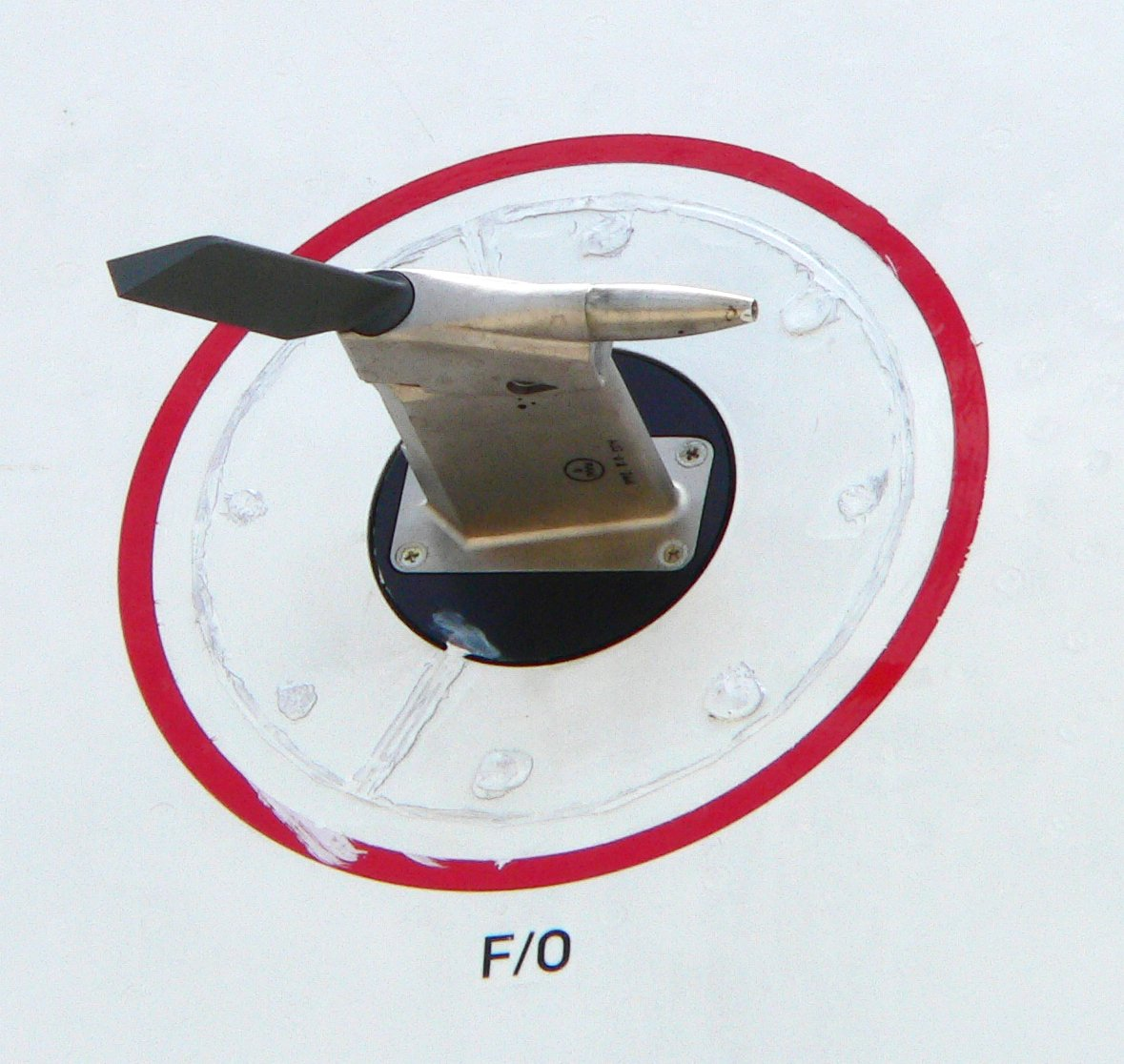
أنبوب بيتو مقياس ضغط تعتمد عليه الطائرات لقياس السرعة.

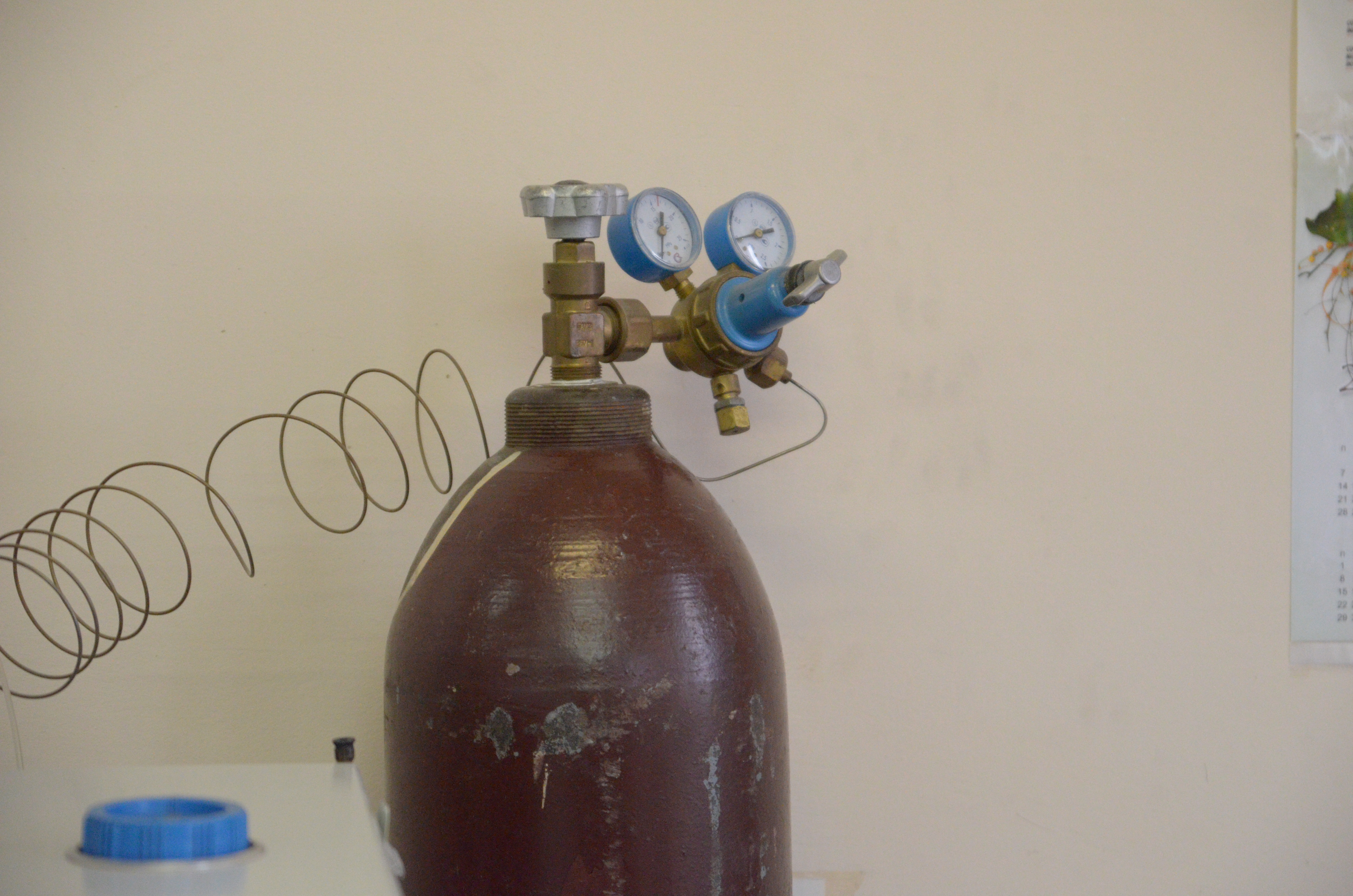
أنبوب غاز مضغوط مزود بمؤشر

الضغط (رمزه ض بالعربية، p بالإنجليزية) القوة النوعية المؤثرة عمودياً على مساحة سطح. وهناك عدة أنواع من الضغط، من أشهرها الضغط الجوي، ضغط السوائل الساكنة وضغط السوائل المتحركة. حسب النظام الدولي للوحدات، يُعبر عن الضغط بوحدة الباسكال أو نيوتن\م2.
من أهم وأكثر أنواع الضغط شيوعاً هو الضغط الجوي، وهو وزن عمود الهواء الواقع على مساحة قدرها 1 سنتيمتر مربع في الخلاء. وهو يعادل وزن عمود من الزئبق على نفس المساحة ارتفاعه 760 مليمتر والتي يمكن قياسه من خلال جهاز المانموميتر. وتُعتبر وحدة الملم زئبق إحدى الوحد المانومترية لقياس الضغط.

## تعريف
الضغط هو تأثير يحدث عند تطبيق قوة على سطح، ويرمز للضغط بالرمز p أو ض.

### الصيغة
رياضياً:
{\displaystyle p={\frac {F}{A}}\ {\mbox{or}}\ p={\frac {dF}{dA}}}
الضغط = القوة العمودية على المساحة (ض = ق / م)
حيث p: الضغط.
F: القوة العمودية.
A: المساحة.
يعتبر الضغط كمية قياسية وحداتها في النظام الدولي للوحدات هي الباسكال Pa حيث 1 باسكال = 1 نيوتن/ متر2، وفي نظام الوحدات الأمريكي المتخصص وحدة البساي psi حيث 1 بساي = 1 باوند / انش2
يعتبر الضغط من الإحداثيات الأساسية في الديناميكية الحرارية وهو مقترن دائماً بالحجم.
يسمى الضغط الحقيقي عند موقع معطى بالضغط المطلق ويقاس نسبة إلى ضغط التفريغ المطلق (Absolute Vacuum) حيث عندها يكون الضغط المطلق مساوياً للصفر. معظم أجهزة قياس الضغط تقيس فرق الضغط، حيث إنها تعتبر نقطة الصفر هي الضغط الجوي، ولذلك فهي تقيس الفرق بين الضغط المطلق والضغط الجوي المحلي، وهذا الفرق يدعى الضغط المقاس ويسمى الضغط الأقل من الضغط الجوي ضغط التفريغ ويقاس بأجهزة قياس التفريغ، والتي تقيس الفرق بين الضغط الجوي والضغط المطلق.
الضغط المطلق والضغط المقاس والضغط الجوي وضغط التفريغ كلها قيم موجبة وترتبط بالعلاقة:
للضغط أعلى من الضغط الجوي :
{\displaystyle P_{gauge}=P_{abs}-P_{atm}\,}
للضغط أقل من الضغط الجوي:
{\displaystyle P_{vac}=P_{atm}-P_{abs}\,}

### الوحدات

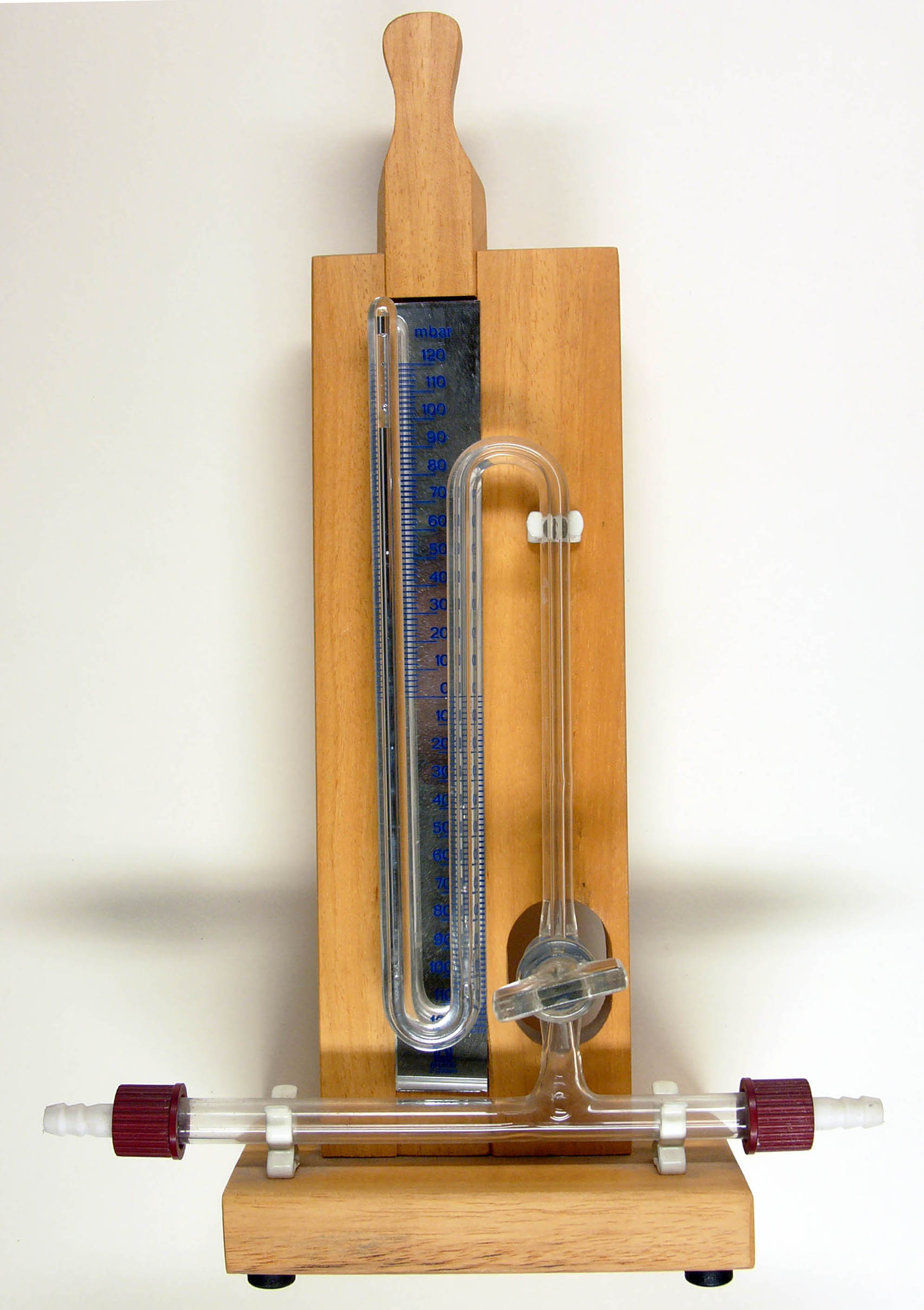
عمود الزئبق

في النظام الدولي للوحدات يقاس الضغط بالباسكال Pa، والذي يساوي 1 نيوتن في المتر المربع (N·m−2 or kg·m−1·s−2)، وتم اعتماد اسم باسكال لهذه الوحدة في عام 1971، حيث كان يتم التعبير عن الضغط بـ N/m2. أما الوحدات غير المعتمدة في النظام الدولي للوحدات مثل الرطل في الإنش المربع أو (بساي) والبار فتستخدم في نطاق محدود. ويقاس الضغط في نظام cgs (سنتيمتر، جرام،ثانية بالباري (ba) المساوي للداين على الـ سنتيمتر مربع.
بالإضافة إلى ذلك، النظام الذي يتعرض للضغط لديه القابلية للقيام بشغل على المحيط المجاور، لذلك فإن الضغط هو مقياس لطاقة الوضع المخزنة لكل وحدة ضغط. وبذلك، فإنه يمكن التعبير عن الضغط بوحدة جول\م3. لإثبات ذلك، يمكن الاستناد إلى تعريف الضغط:
{\displaystyle pressure={\frac {force.distance}{area.distance}}={\frac {work}{volume}}}
الضغط الجوي التقني أو اختصاراً جو تقني (بالإنجليزية: technical atmosphere): يرمز له بـ at وهي وحدة غير معتمدة في النظام الدولي للوحدات وتساوي 1 كيلو غرام ثقلي على ال سنتيمتر مربع.
يفضل بعض علماء الأرصاد استخدام وحدة الهيكتوباسكال (hPa) لقياس الضغط الجوي، والتي تساوي الوحدة القديمة مللي بار (1 مللي بار = 1/1000 بار)، ولكن يغلب استخدام الكيلوباسكال (kPa) (أي 1000 باسكال) في الفروع الأخرى حيث أن استخدام الهيكتو (1 هيكتو = 100) نادر جداً.
هناك أيضاً وحدة الإنش الزئبقي ما زالت مستخدمة حتى يومنا هذا في الولايات المتحدة الأمريكية.
أما علماء المحيطات فيستخدمون وحدة ديسيبار (dbar) لقياس الضغط تحت الماء، والسبب يعود إلى أن زيادة الضغط تحت الماء بقيمة 1 ديسيبار يقابله زيادة في العمق بقيمة 1 متر تقريباً.
الضغط الجوي القياسي (جو) وهو قيمة ثابتة تساوي تقريباً ضغط الهواء في الأرض وفي مستوى سطح البحر، وقيمته تساوي: = 101325 Pa. أو 101.325 KPa أو 1013.25 hPa وقد تم استبدال هذه الوحدة بوحدة البار لأسباب عملية بحتة، حيث 1bar = 100000Pa، وكما هو ملاحظ فإن الفرق بين الوحدتين لا يتعدى حدود 1% ولا وجود لأي تغييرات ملحوظة بسبب هذا الفرق بين الوحدتين.
|                                | باسكال (Pa)  | بار (bar)      | ضغط جوي تقني (at) | ضغط جوي (atm) | ميلليمتر زئبق (Torr) | باوند ثقلي في البوصة المربعة (psi) |
| ------------------------------ | ------------ | -------------- | ----------------- | ------------- | -------------------- | ---------------------------------- |
| 1 باسكال                       | ≡ 1 نيوتن/م2 | 10−5           | 1.0197×10−5       | 9.8692×10−6   | 7.5006×10−3          | 145.04×10−6                        |
| 1 بار                          | 100,000      | ≡ 106 داين/سم2 | 1.0197            | 0.98692       | 750.06               | 14.5037744                         |
| 1 ضغط جوي تقني                 | 98,066.5     | 0.980665       | ≡ 1 كجم ق/سم2     | 0.96784       | 735.56               | 14.223                             |
| 1 ضغط جوي                      | 101,325      | 1.01325        | 1.0332            | ≡ 1 ضغط جوي   | 760                  | 14.696                             |
| 1 ميلليمتر زئبق                | 133.322      | 1.3332×10−3    | 1.3595×10−3       | 1.3158×10−3   | 1ميلليمتر زئبق=1Torr | 19.337×10−3                        |
| 1 باوند ثقلي في البوصة المربعة | 6,894.76     | 68.948×10−3    | 70.307×10−3       | 68.046×10−3   | 51.715               | ≡ 1 psi                            |

1 باسكال ≡ 1 نيوتن/م2 ≡ 1 جول/م3 ≡ 1 كجم/(م1·ثانية2)≡ 10−5 بار   ≡ 10.197×10−6 ضغط جوي   ≡ 9.8692×10−6 ضغط جوي تقني 

## الأنواع

### الضغط الانفجاري
وهو الضغط الناتج من تفجير الغازات أو الأبخرة في فضاء مفتوح أو مغلق.

### الضغط السلبي
عادة ما يكون للضغط قيمة موجبة، ولكن هناك بعض الحالات التي قد نضطر فيها إلى التعبير عن الضغط بقيمة سالبة:
- عند التعامل مع الضغط الجوي القياسي، فعلى سبيل المثال، عندما تكون قيمة الضغط 80kPa فعندها يمكن القول بأن هذا الضغط قيمته -21 بالنسبة للضغط الجوي القياسي المساوي لـ 101kPa. (بمعنى أن الضغط الحالي هو 21kPa تحت الضغط الجوي القياسي).
- عندما تكون القوى الجاذبة (مثل قوى فاندر فالس) بين جزيئات السائل أكبر من القوى الطاردة، في هذه الحالة ستتقارب جزيئات السائل من بعضها البعض، إلى أن تتساوى القوى الجاذبة مع القوى الطاردة،
- يمكن تأثير كازيمير أن يخلق قوة جاذبة ضعيفة نتيجة للتفاعل مع طاقة الفراغ، وتسمى هذه القوة أحيانا بقوة الفراغ (يجب التمييز بين هذا النوع من الضغط والضغط القياسي السلبي للفراغ).
- يمكن أن نصف الضغط بأنه ضغط سلبي اعتماداً على الاتجاهات المعتمدة على السطح الذي يتعرض للضغط، فالضغط الذي يؤثر باتجاه العمود على السطح يسمى ضغطاً موجباً، والضغط الذي يؤثر باتجاه معاكس للعمود على السطح يسمى ضغطاً سلبياً.
- في الثابت الكوني.

### ضغط الركود
ضغط الركود هو الضغط الذي يقوم به المائع عندما يتم إجباره للتوقف عن الحركة. على الرغم من أن المائع المتحرك بسرعة عالية يملك ضغط سكوني منخفض، إلا أنه قد يملك ضغط ركود عالٍ عندما يتم إجباره على التوقف. يمكن اتمثيل العلاقة بين الضغط السكوني وضغط الركود على نحو الآتي:
{\displaystyle p_{0}={\frac {1}{2}}pv^{2}+p}
حيث أن:
{\displaystyle p_{0}}: هو ضغط الركود
{\displaystyle p}: هو الضغط السكوني
{\displaystyle v}: هو سرعة الجريان

### ضغط الغاز المثالي
في حالة الغاز المثالي، لا تمتلك الجزيئات حجماً ولا تتفاعل فيما بينها. يتناسب الضغط خطياً مع الحرارة والحجم وعدد المولات وفقاً لقانون الغاز المثالي.
{\displaystyle p={\frac {nRT}{V}}}
حيث:
p : ضغط الغاز.
n : كمية المادة بالمول.
T : درجة الحرارة بالكلفن.
V : الحجم.
R : الثابت العام للغازات.

### ضغط البخار
ضغط البخار هو ضغط بخار واقع تحت توازن ثيرموديناميكي في نظام مغلق. إن جميع السوائل والغازات لها القابلية للتبخر إلى الحالة الغازية، وكل الغازات لها القابلية للتكاثف مرة أخرى للحالة السائلة أو الصلبة.
نقطة الغليان هي درجة الحرارة التي يكون فيها ضغط البخار مساوٍ للضغط الجوي المخيط. عن طريق الزيادة التدريجية في تلك الحرارة، يُصبح ضغط البخار كافٍ للتغلب على الضغط الجوي المحيط ورفع السائل لتكوين فقاعات بخار داخل حجم المادة.

### الضغط الحركي
الضغط الحركي (بالإنجليزية: Kinematic Pressure) هو حاصل قسمة الضغط على كثافة الكتلة الثابتة وبالرموز:
{\displaystyle P=p/\rho _{0}}
حيث أن:
{\displaystyle P}: هو الضغط الحركي
{\displaystyle p}: هو الضغط
{\displaystyle \rho _{0}}: هو كثافة الكتلة الثابتة
وحدة الضغط الحركي حسب النظام الدولي للوحدات هو م2\ث2.

### الضغط في الموائع الساكنة
الضغط في السوائل سببه : وزن السائل ويكون في كل الاتجاهات أي عمودي على الجسم المغمور فيه و على جدران الوعاء. على سبيل المثال، عندما يسبح شخص ما في الماء فإنه سيشعر بضغط الماء فوقه.
العوامل المؤثرة على ضغط السائل :
1. كثافة السائل ( التناسب طردي ) كلما زادت كثافة السائل زاد الضغط .
2. عمق النقطة ( التناسب طردي ) كلما زاد عمق السائل زاد الضغط .

العلاقة الرياضية لحساب ضغط السائل :
ض = جـ ( تسارع الجاذبية الأرضية )× ف ( عمق النقطة ) × ث ( كثافة السائل )

## قوانين ومبادئ

### قانون باسكال
ينص قانون باسكال على أن الضغط يتوزع بشكل متساوٍ على جميع أجزاء المائع في النظام. ذلك يعني أنه في حالة وجود سائل داخل وعاء له أنبوبين وفي حال التأثير بضغط خارجي على السائل من خلال أحد الأنبوبين، فإن الأنبوب الآخر سيتأثر بضغط مساوٍ بالمقدار بحيث يكون:
{\displaystyle p_{1}=p_{2}} أي أن الضغط الأول مساوٍ للضغط الثاني.
وبذلك فإن {\displaystyle {\frac {F_{1}}{A_{1}}}={\frac {F_{2}}{A_{2}}}}
يمكن استخدام ذلك القانون لمعرفة القوة المطلوبة لرفع سيارة على رافع هيدروليكي.

### مبدأ برنولي
ينص مبدأ برنولي على أن ضغط المائع يعتمد على سرعته والمساحة التي يتدفق فيها. وبذلك فإن السائل الذي يتدفق عبر مساحة ضيقة يحمل سرعة عالية بسبب زيادة الضغط عليه. ويمكن كتابة معادلة برنولي على النحو الآتي:
{\displaystyle p+\rho gh+{\frac {1}{2}}\rho v^{2}=constant}

### قانون بويل
ينص قانون بويل على أنه عند ثبات درجة حرارة الغاز، فإن العلاقة بين حجم الغاز وضغطه هي علاقة عكسية. وبذلك يمكن التعبير عنه رياضياً:
{\displaystyle pV=constant}

### قانون شارل
ينص قانون شارل على أنه عند ثبات الضغط، فإن العلاقة بين حجم الغاز ودرجة حرارته هي علاقة طردية. وبذلك يمكن التعبير عنه رياضياً:
{\displaystyle {\frac {V}{T}}=constant}

### قانون غايلوساك
ينص قانون غايلوساك على أنه عند ثبات الحجم، فإن العلاقة بين ضغط الغاز ودرجة حرارته هي علاقة طردية. وبذلك يمكن التعبير عنه رياضياً:
{\displaystyle {\frac {p}{T}}=constant}

## الهوامش
1. 1 2 3 4  مذكور في: ISO 80000-4:2019 Quantities and units — Part 4: Mechanics. قسم أو آية أو فقرة أو بند: 4-14.1. الناشر: المنظمة الدولية للمعايير. تاريخ النشر: 26 أغسطس 2019.
2. ↑  مذكور في: SI Brochure (9th edition): Concise summary. لغة العمل أو لغة الاسم: الإنجليزية. تاريخ النشر: 2019.
3. ↑  مذكور في: ISO 80000-4:2006 Quantities and units—Part 4: Mechanics. قسم أو آية أو فقرة أو بند: 4-15.a. الناشر: المنظمة الدولية للمعايير. لغة العمل أو لغة الاسم: الإنجليزية. تاريخ النشر: 1 مارس 2006.
4. ↑  يجب الانتباه إلى أنه عند استخدام اللغة الإنجليزية للتعبير عن الضغط يجب استخدام الحرف p (الحرف الصغير) وليس الحرف P (الحرف الكبير) الذي يستخدم للتعبير عن القدرة.
5. ↑  بالإنجليزية Gauge Pressure وفي بعض الدول gage pressure.
6. ↑  "درس: قانون جاي-لوساك | نجوى". www.nagwa.com. مؤرشف من الأصل في 2020-09-26. اطلع عليه بتاريخ 2021-01-02.